# 中央通 (豊川市)
中央通（ちゅうおうどおり）は、愛知県豊川市の町名である。現行行政地名は中央通一丁目から中央通五丁目。

## 地理
豊川市の中心部、豊川市役所から少し東に離れた場所に位置し主に繁華街を形成している。東から西に向かって順に県道5号中央通に沿って、1丁目から5丁目で構成されている。

### 河川
- 佐奈川

## 歴史

### 沿革
- 1960年（昭和35年）2月21日 - 古宿町（北浦・中通・大西・横佐）・北金屋町（道下・若宮・中通・道南・道北・赤代・川向）・豊川町（左通）・牛久保町（橋ノ川・橋向）の各一部より、中央通1〜5丁目が成立[1]。
- 1987年（昭和62年）8月1日 - 牛久保町（橋向）の一部を5丁目へ編入[1]。

## 世帯数と人口
2019年（平成31年）3月31日現在の世帯数と人口は以下の通りである。
| 町丁   | 世帯数  | 人口  |
| ------ | ------- | ----- |
| 中央通 | 405世帯 | 906人 |

### 人口の変遷
国勢調査による人口の推移
| 1995年（平成7年）  | 1,063人 | [ 6 ]  |  |
| 2000年（平成12年） | 994人   | [ 7 ]  |  |
| 2005年（平成17年） | 971人   | [ 8 ]  |  |
| 2010年（平成22年） | 1,010人 | [ 9 ]  |  |
| 2015年（平成27年） | 916人   | [ 10 ] |  |

## 学区
市立小・中学校に通う場合、学区は以下の通りとなる。また、公立高等学校に通う場合の学区は以下の通りとなる。
| 丁目         | 番・番地等 | 小学校             | 中学校             | 高等学校 |
| ------------ | ---------- | ------------------ | ------------------ | -------- |
| 中央通一丁目 | 全域       | 豊川市立豊川小学校 | 豊川市立東部中学校 | 三河学区 |
| 中央通二丁目 | 全域       | 豊川市立豊川小学校 | 豊川市立東部中学校 | 三河学区 |
| 中央通三丁目 | 25〜42番地 | 豊川市立豊川小学校 | 豊川市立東部中学校 | 三河学区 |
| 中央通三丁目 | その他     | 豊川市立金屋小学校 | 豊川市立金屋中学校 | 三河学区 |
| 中央通四丁目 | 全域       | 豊川市立金屋小学校 | 豊川市立金屋中学校 | 三河学区 |
| 中央通五丁目 | 全域       | 豊川市立金屋小学校 | 豊川市立金屋中学校 | 三河学区 |

## 施設
- 豊川信用金庫中央通支店
- 豊橋信用金庫豊川支店
- 豊川市学校給食豊川共同調理場
- 金屋会館
- 豊川中央通ビル
- 中部電力古宿変電所
- auショップ豊川中央店
- ガスト豊川中央通店
- すき家豊川中央通店
- ネッツトヨタ愛知豊川店
- ライオンズマンション豊川中央
- 中央通公園

## 交通
- 愛知県道5号国府馬場線
  - 中央通（姫街道）
- 愛知県道495号宿谷川線
  - 旧伊那街道
- 豊川市道
  - 末広通
  - 千歳通

## その他

### 日本郵便
- 郵便番号 : 442-0051[4]（集配局：豊川郵便局[13]）。

## 参考資料
- 「角川日本地名大辞典」編纂委員会 編『角川日本地名大辞典 23 愛知県』角川書店、1989年。
- 平凡社 編『日本歴史地名大系 23 愛知県の地名』1981年。
- 新編豊川市史編集委員会 編『新編豊川市史 第八巻 資料編 現代』2002年。